# Гельзін Владислав Григорійович
Владисла́в Григо́рійович Ге́льзін (нар. 27 серпня 1973, Донецьк) — український громадський діяч, політик, футбольний функціонер і футболіст, президент футбольного клубу «Олімпік» (Донецьк). Один із лише двох президентів професіональних футбольних клубів в Україні, які водночас були польовим гравцем команди(другий - Микола Лиховидов із Реал Фарми, що виступає у Другій лізі). Депутат Донецької обласної ради, член Партії регіонів.
21 травня 2021 року був дискваліфікований на 5 років від будь-якої футбольної діяльності після нецензурної критики арбітражу матчу з «Шахтарем» 6 березня.

## Життєпис
Закінчив Донецький державний інститут здоров'я, фізичного виховання і спорту, спеціальність «олімпійський і професіональний спорт» і Донецький національний університет, спеціальність «міжнародна економіка».
З 1999 до 2001 року виконував обов'язки віце-президента футбольного клубу «Металург» (Донецьк).
З 2001 року — президент Благодійного фонду «Фонд розвитку футболу в Донецькій області „Олімпік“». Відтоді також виступав за футбольну команду «Олімпік», грав на позиції нападника.
Одружений, виховує двох доньок.